# Китайський Тайбей на зимових Олімпійських іграх 2010
Китайський Тайбей (кит. трад.: 中華臺北; піньїнь: Zhōnghuá  Táibĕi) направив делегацію для участі в зимових Олімпійських іграх 2010 у Ванкувері, Британська Колумбія, Канада, які відбувалися з 12 по 28 лютого 2010. Хоча ця країна відома як Тайвань або Китайська Республіка, Міжнародний олімпійський комітет зобов'язує використовувати прапор та назву олімпійського комітету Китайського Тайбею, а не прапор Тайваню відповідно до Нагойської резолюції, прийнятою Китайським Тайбеем у 1981. Це був восьмий раз коли Китайський Тайбей, брав участь в зимових Олімпійських іграх. Делегація Китайського Тайбею складалася з одного спортсмена, саночника Ма Чжихуна. Він зайняв 34 місце у одиночному чоловічому розряді.

## Передумови
Після громадянської війни в Китаї Республіка Китай зберегла контроль тільки над островом Тайвань та декількома іншими малими островами. Після того, як міжнародне визнання перейшло до Китайської Народної Республіки в 1970-х та відповідно до політики «Одного Китаю» Народної Республіки, єдиним способом, яким Республіка Китай могла брати участь у міжнародних організаціях, була назва, прийнятна для КНР. Республіка Китай бойкотувала літні Олімпійські ігри 1976 та обидві Ігри 1980 після того, як їй не дозволили змагатися під назвою «Китайська Республіка». Китайський Тайбей прийняв Нагойську резолюцію у 1981 та вперше офіційно брав участь в Олімпійських іграх на зимових Олімпійських іграх 1984. З тих пір Китайський Тайбей відправляє делегації на усі зимові Олімпійські ігри, а виступ у Ванкувері стає восьмим під цією назвою. Вдруге поспіль на зимових Олімпійських іграх в складі делегації Китайського Тайбею був усього один спортсмен — саночник Ма Чжихун. Ма ніс прапор як на церемонії відкриття, так і на церемонії закриття.

## Результати
Під час Олімпійських ігор у Ванкувері Ма Чжихуну було 24 роки, він також представляв Китайський Тайбей за чотири роки до того на Зимових Олімпійських іграх 2006.

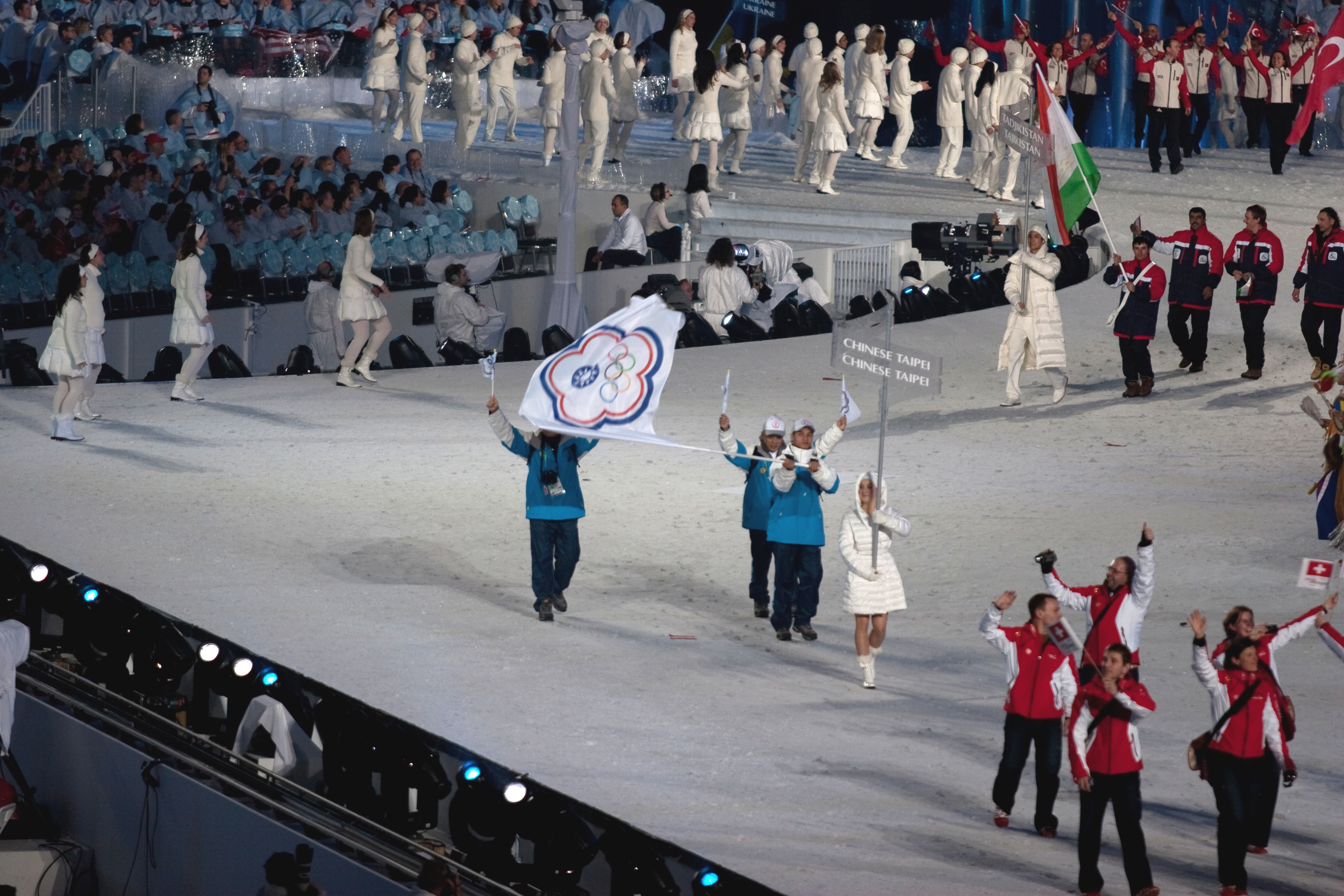
Збірна Китайського Тайбею під час Параду націй на церемонії відкриття Олімпіади

| Дисципліна       | Спортсмен | 1 заїзд   | 1 заїзд | 2 заїзд   | 2 заїзд | 3 заїзд   | 3 заїзд | 4 заїзд   | 4 заїзд | Загальний результат | Загальне місце |
| Дисципліна       | Спортсмен | Результат | Місце   | Результат | Місце   | Результат | Місце   | Результат | Місце   | Загальний результат | Загальне місце |
| ---------------- | --------- | --------- | ------- | --------- | ------- | --------- | ------- | --------- | ------- | ------------------- | -------------- |
| Одиночний розряд | Ма Чжигун | 50,318    | 33      | 50,460    | 33      | 51,090    | 36      | 50,494    | 36      | 3:22,362            | 34             |